# 1399 Teneriffa
1399 Teneriffa este un asteroid din centura principală, descoperit pe 23 august 1936, de Karl Reinmuth.